# Шебест, Агнес
Агнес Шебест (нем. Agnes Schebest, собственно чеш. Šebesta, по мужу Шебест-Штраус; 10 (по другим данным 15) февраля 1813, Вена — 22 декабря 1869, Штутгарт) — немецкая оперная певица (меццо-сопрано).
Ученица Иоганна Алоиза Микша. Дебютировала в 1831 г. в Дрездене, пела небольшие партии. С 1833 г. была занята на первых ролях в Пештской опере, в 1836—1841 гг. широко гастролировала по Германии. В 1841 г. вышла замуж за философа и теолога Давида Фридриха Штрауса и оставила сцену. Занималась преподавательской деятельностью, среди её учеников Антон Шотт. Выпустила книгу «Речь и жест: Очерки сценической декламации» (нем. Rede und Gebärde, Studien über den mündlichen Vortrag; Лейпциг, 1861) и автобиографию «Из жизни артистки» (нем. Aus dem Leben einer Künstlerin; Штутгарт, 1857).